# ヴァシーリー3世
ヴァシーリー3世（ロシア語: Василий III Иванович、1479年3月25日 - 1533年12月4日）はモスクワ大公（在位：1505年 - 1533年）。イヴァン3世の次男、母はモレアス専制公ソマス・パレオロゴスの娘ソフィヤ。イヴァン4世の父。
1490年代、ヴァシーリーと異母兄イヴァンの遺児ドミトリーとの間で、双方の母親ゾエとエレナを中心に激しい後継者レースが展開された。イヴァン3世は1497年一旦は孫のドミトリーを共同統治者としたものの、1500年にはヴァシーリーを共同統治者および後継者に指名し、ドミトリーとその母親エレナは失脚した。この争いには正教会と「ユダヤ派」という異端との宗派対立も絡んでおり、ヴァシーリーは正教会側に担がれていた。
即位後は父親の領土併合・拡張政策を継承し、未婚で死去した二人の弟の領地を奪って分割相続の弊害を抑止した。さらにプスコフ共和国（1510年）、ヴォロク公国（1513年）、リャザン公国（1521年）、ノヴゴロド・セーヴェルスキー公国（1522年）など近隣地域をモスクワ国家に組み込む。リトアニア大公国との戦いでも勝利してスモレンスクなどを獲得した。南方ではカザン・ハン国に親モスクワ派のハンを立てた。外交にも積極的で、神聖ローマ帝国やオスマン帝国、ムガル帝国に使節を送った。内政では地方行政を整備して直接統治に移行させ、財政・外交分野の専門家を登用して非貴族出身者にも役人となる道を開いた。また正教会との関係も一気に強まり、ツァーリが教会を保護する義務を負い、教会がツァーリ権力を支持するという形が定まった。
ヴァシーリー3世は1505年に即位すると伝統の花嫁コンテストを開き、1500人の高貴な娘の中からソロモニヤ・サブーロヴァを妻に選んだ。しかし子供に恵まれず、1525年、府主教ダニールに婚姻無効の宣言させ、彼女を修道院に幽閉する。1526年、タタールの血を引くリトアニア生まれの大貴族の娘エレナ・グリンスカヤと再婚し、間に後継者イヴァン（後のイヴァン4世）およびユーリー（1532年 - 1563年）の二人の息子をもうけた。
この離婚と再婚の経緯に対しては、聖マクシム・グレクが反対したが、ためにマクシムは投獄されることとなった。マクシムはその前に、異端の出現による思想的混乱の終息をねらって聖書・各種祈祷書等を翻訳させるために、ヴァシーリー3世がギリシャのアトス山から呼び寄せていた修道士であった。
1533年12月に敗血症で没し、幼いイヴァン4世のもとで大貴族が権力を奪い合う時代が続いた。ヴァシーリー3世は狩猟や修道院巡礼を趣味とし、西欧の思想・技術にも関心を抱く開明的な君主だったという。